# Rodney Wallace
Rodney Wallace Burns (San José, 1988. június 17. –) costa rica-i válogatott labdarúgó, aki jelenleg a Sporting Kansas játékosa.

## Pályafutása

### Fiatal évei
Wallace 9 évesen családjával az Egyesült Államokba költözött. Marylandben nőtt fel és az egyetemi foci csapatban játszott, a Maryland Terrapins csapatában.

### DC United és Timbers
2009. január 15-én debütált a D.C. United színeiben. 2009. március 22-én az első bajnoki mérkőzését a Los Angeles Galaxy ellen játszotta. 2009. április 26-án megszerezte az első bajnoki gólját a New York Red Bulls elleni 3-2-s győzelem alkalmával.
2011-ben a Portland Timbers csapatába igazolt.

### Statisztika
2016. december 7. szerint.
| Klub               | Szezon             | Bajnokság | Bajnokság | Bajnokság |
| Klub               | Szezon             | Mérkőzés  | Gólok     |           |
| ------------------ | ------------------ | --------- | --------- | --------- |
| D.C. United        | 2009               | 28        | 3         |           |
| D.C. United        | 2010               | 11        | 0         |           |
| Portland Timbers   | 2011               | 25        | 2         |           |
| Portland Timbers   | 2012               | 19        | 1         |           |
| Portland Timbers   | 2013               | 31        | 7         |           |
| Portland Timbers   | 2014               | 17        | 5         |           |
| Portland Timbers   | 2015               | 37        | 3         |           |
| Arizona United     | 2014               | 2         | 1         |           |
| Arouca             | 2016               | 2         | 0         |           |
| Sport Recife       | 2016               | 16        | 2         |           |
| Bajnokság összesen | Bajnokság összesen | 188       | 24        |           |

## Külső hivatkozások
- Portland Timbers hivatalos oldala
- MLS játékosok profilja Archiválva 2011. január 31-i dátummal a Wayback Machine-ben
- Marylandi egyetem hivatalos honlapja
- Transfermarkt profil